# Шурхи
Шурхи́ — ботанічний заказник загальнодержавного значення в Україні. Розташований у Кропивницькому районі Кіровоградської області, на північний схід від села Новомиколаївка. 
Площа 38,3 га. Статус надано згідно з Указом Президента України № 750/94 від 10.12.1994 року. Перебуває у віданні: Новомиколаївська сільська рада. 

## Загальна інформація
Заказник розташований на схилах балки, що впадає в річку Кам'янку. Середня частина балки представлена скупченням великих каменів, у деяких місцях кам'яні брили піднімаються до 30 м.

## Етимологія назви
Назва заказника походить від діалектного слова «шурх», що означає «яр».

## Флора
На цих схилах добре виявлений петрофітний комплекс, представлений специфічними і рідкісними видами рослин. На пласких ділянках виділяються яскраво-жовті плями авринії скельної, поруч зростають цибуля жовтіюча і жабриця Палласа. Привертають увагу жовті суцвіття ендемічного виду — очиток їдкий, і квіти півників карликових, забарвлені в різні відтінки жовтого, синього та пурпурового кольорів. У розщілинах каміння трапляється аспленій північний — папороть з ніжним розсіченим листям, подекуди зростає такий цінний червонокнижний вид, як півники понтійські. 
На освітлених місцях відмічений своєрідний комплекс чагарникового степу. Тут можна побачити такі малопоширені види, як шипшина найколючіша, кизильник чорноплідний, спірея звіробоєлиста. З чагарників також трапляються крушина, терен, шипшина яблучна, вишня магалебська. 
Степові угруповання представлені переважно келерієво-типчаковими ценозами. Трапляються ковила волосиста та ковила Лессінга. Крім того, відмічені й інші види рослин, занесені до Червоної книги України — волошка руська, астрагал шерстистоквітковий та півники понтійські. 
Серед малопоширених видів привертають увагу астрагал борозенчастий з блідо-фіолетовими квітами, льон австрійський з квітами блакитного кольору. Поруч можна побачити юринею верболисту, сизувато-зелений гоніолімон татарський і мигдаль низький. 
В заказнику зростають такі цінні лікарські рослини, як адоніс весняний, цмин пісковий, звіробій стрункий, парило звичайне.

## Фауна
На території заказника зареєстрований цікавий фауністичний комплекс. Тут мешкають такі горобині птахи, як сорокопуд-жулан, горобець польовий, жайворонки малий та степовий, ластівка сільська. З хижих птахів трапляються шуліка чорний і червонокнижний вид — лунь степовий. Серед високого травостою та чагарників по схилу балки мешкають куріпка сіра та перепілка.
Багатою і різноманітною є ентомофауна схилів балки, особливо прямокрильців, двокрилих та лускокрилих.